# Stefan Łowkis
Stefan Łowkis (ur. 17 maja 1880 w Ostrowli, zm. 26 maja 1965) – polski kolejarz, związkowiec, poseł na Sejm Litwy Środkowej.  

## Życiorys
Był synem Adama i Michaliny z Gierbedziów.
Sprawował funkcję zawiadowcy parowozowni w Lidzie. Był pierwszym prezesem Związku Pracowników Kolejowych w Lidzie. W grudniu 1918 udał się z delegacją do Wilna, w celu ochrony mienia kolejowego przed wywózką ze strony wycofujących się Niemców. Udając zruszczonego Litwina, podstępem udało mu się uzyskać dokumenty od władz litewskich, które uchroniły sprzęt przed wywiezieniem. Podczas ataku wojsk polskich na Lidę w kwietniu 1919 brał udział w działaniach dywersyjnych wobec bolszewików. W tym samym roku wraz z innymi kolejarzami ufundował w Lidzie pomnik ks. Adama Falkowskiego, powstańca styczniowego rozstrzelanego przez Rosjan. Własnoręcznie wykonał żelazny krzyż i przygotował cokół pomnika.
W 1922 został wybrany posłem na Sejm Litwy Środkowej z listy Polskiego Centralnego Komitetu Wyborczego w okręgu nr X (Lida). W Sejmie był członkiem klubu Zespołu Stronnictw i Ugrupowań Narodowych. W latach 30. był zawiadowcą sekcji warsztatów II klasy w Lidzie, która podlegała pod Dyrekcję Okręgową Kolei Państwowych w Wilnie. Był także członkiem zarządu oddziału Zjednoczenia Kolejowców Polskich w Lidzie.
Po wojnie został repatriowany do Białegostoku. Zmarł 26 maja 1965. Został pochowany na cmentarzu św. Rocha w Białymstoku (kwatera ID-13-4).

## Ordery i odznaczenia
- Krzyż Walecznych (1922)[14]
- Srebrny Krzyż Zasługi (9 listopada 1931)[15]